# Neuhof (Coburg)
Neuhof ist ein östlicher Gemeindeteil der oberfränkischen Stadt Coburg. Der Ort ging 1867 in der Gemeinde Neu- und Neershof auf.

## Geografie
Das ehemalige Rittergut liegt im Tal des Krebsbaches. Gemeindeverbindungsstraßen führen von Neuhof nach Waldsachsen, Rögen und Neershof. In der Flur Neuhof gab es ursprünglich, begünstigt durch Talmulden und vielen Quellen, eine große Anzahl von Teichen., die meist der Fischzucht dienten. Die Teiche wurden bis gegen Mitte des 19. Jahrhunderts nach und nach aufgegeben, bis auf den Mühlteich, der ab 1956 vom Fischereiverein Coburg gepachtet wurde. Der Verein legte außerdem im Schloßgrund 1969 zwei weitere Teiche an.

## Geschichte
Neuhof wurde erstmals 1371 im Urbar des Klosters Langheim urkundlich erwähnt, als Dithericus de Koburg, den Zehnt von Newenhoff an das Kloster verpfändete. Vermutlich war das Gut eine Neugründung der Neselstorfer, die schon einen Besitz in Neershof hatten. Die nächste Nennung des Ortes folgte 1487 in einem Lehenbrief für Jakob und Eucharius von Bach. Bis 1528 gehörte Neuhof zum Fechheimer Kirchsprengel, danach zur 2,9 Kilometer entfernten evangelischen Pfarrei in Einberg.
Die weitere Geschichte des Rittergutes ist eng mit dem Schloss Neuhof verbunden.
Im Gutsbezirk Neuhof stand unter anderem eine Mühle, nördlich vom Mühlteich gelegen, die erstmals für 1583 belegt ist. 1853 errichtete der Eigentümer des Rittergutes in der Mühle eine Tonröhrenfabrik, die ein paar Jahre in Betrieb war. 1865 wurde das Mahlrecht nicht mehr ausgeübt. 1888 brannte das Mühlgebäude ab und wurde nicht wieder aufgebaut. Zeitgleich zur Tonröhrenfabrik entstand westlich vom Mühlteich eine Ziegelei, die 1857 den Betrieb wieder einstellte.
1782 hatte Neuhof 41 Einwohner. 1837 lebten in dem Ort 62 Personen.
1853 bestand der Gutsbezirk Neuhof aus dem Rittergut mit dem Schloss und den Ökonomiegebäuden, zwei Arbeiterhäusern sowie der Mühle. Auf dem Goldberg ließ der Besitzer des Rittergutes Mitte der 1855er Jahre ein Sommerhaus errichten. Eine Domänengärtnerei mit einem Gärtnerhaus entstand um 1900. Einen Kalkofen mit einem Steinbruch gab es Mitte der 1850er Jahre am südlichen Rand des Goldberges. Hundert Jahre später wurde dort ein Steinbruch zur Schottergewinnung angelegt, der ab 1965 als Sperrmülldeponie genutzt wurde.
1867 wurde Neuhof mit Neersdorf zu der politischen Gemeinde Neu- und Neershof mit 104 Einwohnern vereinigt. Die beiden Orte hatten schon zuvor einen gemeinsamen Schultheißen.
1925 hatte Neuhof eine Fläche von 151,502 Hektar auf der 31 Personen in 4 Wohngebäuden lebten. 1970 wohnten in Neuhof 69 Personen.
Am 1. Juli 1976 fand die Eingemeindung von Neu- und Neershof nach Coburg mit 251 ha Gemeindefläche und 212 Einwohnern statt. Seit 1979 gehören die evangelischen Einwohner zum Kirchsprengel Seidmannsdorf.